# شوشو (كلب)
الجَوْجَو (عن الإنكليزية: Chow Chow ⟨ݘَوْ ݘَوْ⟩) أو الشَّوْشَو أو التشاو سلالة كلاب تعود أصولها لشمال الصين. كلب الجوجو هو كلب قوي البناء، مربع الشكل، مع جمجمة عريضة وآذان صغيرة مثلثة الشكل منتصبة مع أطراف مستديرة. تشتهر السلالة بطبقة مزدوجة كثيفة جدا إما ناعمة أو خشنة.:4–5الفراء سميك خاصة في منطقة الرقبة، مما يمنحه مظهرا مميزا. قد يكون المعطف مظللا / ذاتيا أحمر أو أسود أو أزرق أو كريمي.:4–5

## التاريخ

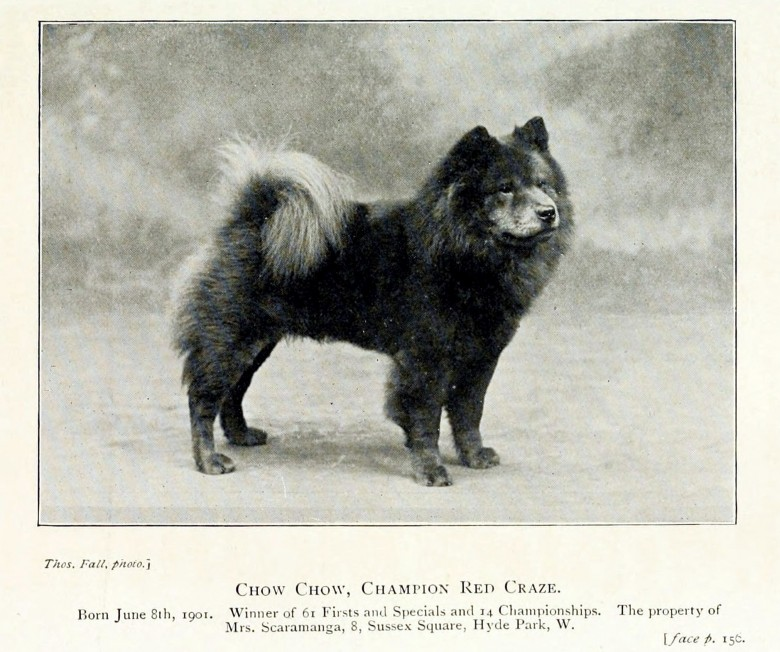
ريد كريز، ذكر أحمر بارز الجوجو، ج. أوائل القرن العشرين

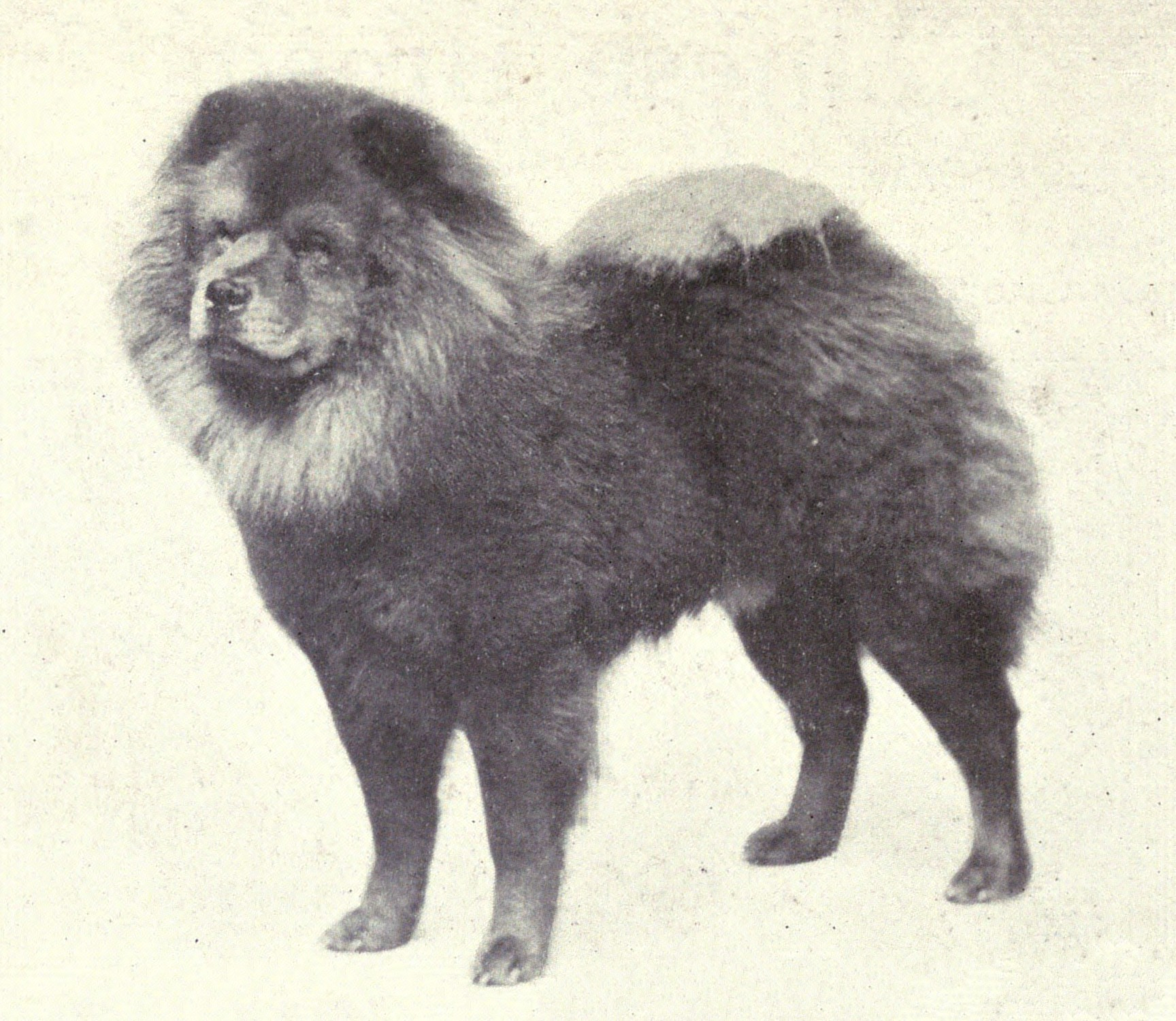
الجوجو في عام 1915

الجوجو هو سلالة قاعدية تسبق ظهور السلالات الحديثة في القرن التاسع عشر. اقترح أحد الكتاب أن كلاب الجوجو نشأت في الصين منذ 2000 عام أو ربما نشأت في القطب الشمالي آسيا قبل 3000 عام والتي هاجرت إلى منغوليا، ثم إلى الصين.:11
ذكرت إحدى الأساطير الصينية وجود كلاب حرب كبيرة من آسيا الوسطى تشبه الأسود ذات اللسان الأسود. قيل أن أحد الحكام الصينيين يمتلك 5000 كلب الجوجو. استخدم الصينيون أيضًا هذه الكلاب لسحب زلاجات الكلاب عبر تضاريس المستنقعات، وقد لاحظ ذلك ماركو بولو.:11
اليوم، يسجل نادي أميريكان كانال (بالإنجليزية: American Kennel Club) ما يقرب من 10000 كلب الجوجو سنويًا. يسجل نادي بيت الكلب الكندي ما يقرب من 350.:4–5

## أصوله
هي سلالة من الكلاب التي هُجنت في الصين. واسمه يعني (الاسد المنتفخ)
ونشات في السهوب القاحلة في شمال الصين ومنغوليا سنة 150 قبل الميلاد
وهو من أقدم سلاسلات الكلاب اخذه التيار إلى الصين من قبل 1000 سنة قبل
الميلاد ويعتقد أنه الجد الأصلي لسلالة الكلاب الصغيرة، وكان الصينيون يستخدمونه للزراعة والحرث والحمل والسحب وكانوا يؤكلونه ليؤكل بعدها.

## أوصافه
يمتاز هذا النوع بالثبات، وقوائمه الصغيرة وساقيه الخلفيتين المستقيمتين وأذنيه المنتصبتين. يولد بفرو كثيف يمكن أن يكون املس أو خشن ويكون الفرو حول الرقبة سميك. وألوانه كثيرة منها الأحمر والأسود الكريمي والدراسيني. تكون عيون الجوجو عميقة ولوزية الشكل وذيله مجعدا وهو أسود الأنف ولون لسانه يكون إما بنفسجي أو أسود مائلا للأزرق، ويمكن أن يعيش في أي جو أو أي مناخ حتى في هيوستن تكساس.
ويعتبر كلب الجوجو من أفضل أنواع الكلاب علي الإطلاق، وأكثر ما يميزه أنه وفي لصاحبه،
ومن أكثر الكلاب قدرة علي تذكر صاحبه، وحتى لو كان صاحبه منقطع عنه فترة طويلة، يستطيع معرفته وتذكره.

## نوعه
بالرغم من شكله الجمل ومظهره الذي يجعله يبدو من كلاب الزينة فهو يقضي معظم وقته بالحراسة وهو لا يشبه أنواع الكلاب الأخرى بحيث أنه يهاجم كل شخص لا يعرفه وهذا لحماية صاحبه ولا ينبح خلال الهجوم، فبالرغم من كون تدريبه صعبا لكنه من أفضل كلاب الحراسة بالفطرة.

## طبع
غالبًا ما بحتفظ بها حيوانات أليفة، تميل الجوجو إلى إظهار تمييز الغرباء ويمكن أن تصبح شديدة الحماية لأصحابها وممتلكاتهم. ومع ذلك، فإن معايير نادي بيت الكلب الأمريكي تعتبر أن الجوجو شديد العدوانية أو الخجول للغاية غير مقبول. لهذا السبب، عزا بعض المالكين إلى Personal to the الجوجو. نشاط الجوجو ليس مفرطًا، مما يعني أنه يمكن إسكانهم في شقة. ومع ذلك، سيحتاج الجوجو الذي يعيش في شقة إلى تمرين يومي لمنع الأرق والملل. عند إدراك أن التمرين حدث يومي، سيميل الجوجو إلى أن يكون أكثر حزما مع المالكين تحسبا لمثل هذه الأنشطة.هذا الصنف من الكلاب لديه العديد من الروابط المخلصة القوية مع الأصدقاء والعائلة، ولكن كلب الجوجو عادة ما يكون مفرطًا في الحماية من فرد أو اثنين من أفراد الأسرة الرئيسيين. من طبيعة السلالة أن تكون هادئًا وحسن التصرف، لكنها أيضًا مقاومة للتدريب. يصبح الجوجو عنيدًا جدًا ويتعلق بأفراد معينين مع تقدمهم في السن. هذا يجعل تدريبهم عندما يكونون كلابًا أمرًا حاسمًا، لأنهم يكتسبون الاحترام لمن يعتنون بهم.لتجنب العدوان والإفراط في الحماية كشخص بالغ، فإن التنشئة الاجتماعية المستمرة في أقرب وقت ممكن يمكن أن تسمح للكلب بالتكيف. عندما يصل الجوجو إلى سن المراهقة، فإنه يرفض سلطة أي مالك فشل في كسب إعجابه. يمكن أن يكون العدوان سمة سلوكية مميزة في هذا الصنف، على الرغم من أن البعض ذو طبيعة عدوانية، إلا أن العديد منهم معروفون بكونهم يسيرون بطبيعتهم - أحيانًا يتبنون تصرفًا منعزلاً لأفراد آخرين غير أصحابها. العدوان عندما يظهر غالبًا ما يكون تجاه الكلاب الأخرى من نفس الجنس، وخاصة الطعام. نظرًا لغرائز الصيد القوية لديهم، فمن المستحسن أن تبقى هذه الكلاب مسيجة ومقيدة وبعيدًا عن القطط والكلاب الصغيرة. هذا هو سبب أهمية تكوينهم اجتماعيًا في وقت مبكر وأن يتصرفوا تصرفًا مناسبًا مع الغرباء.
في البداية، كان الجوجو مترددًا جدًا في التفاعل مع الغرباء. ومع ذلك، يمكن تجنب هذه المشكلة إذا قام المالكون بتدريب الجوجو في سن مبكرة.
يمكن أن يؤدي امتلاك الجوجو إلى زيادة تكلفة التأمين على مالكي المنازل لأن بعض الشركات تعتبرهم كلابًا عالية الخطورة.
في دراسة في ' "Journal of the American Veterinary Medical Association"، كان الجوجو مسؤولاً عن 8 حالات وفاة من أصل 238 حالة وفاة مرتبطة بعضات الكلاب من 1979 إلى 1998.

## معرض صور

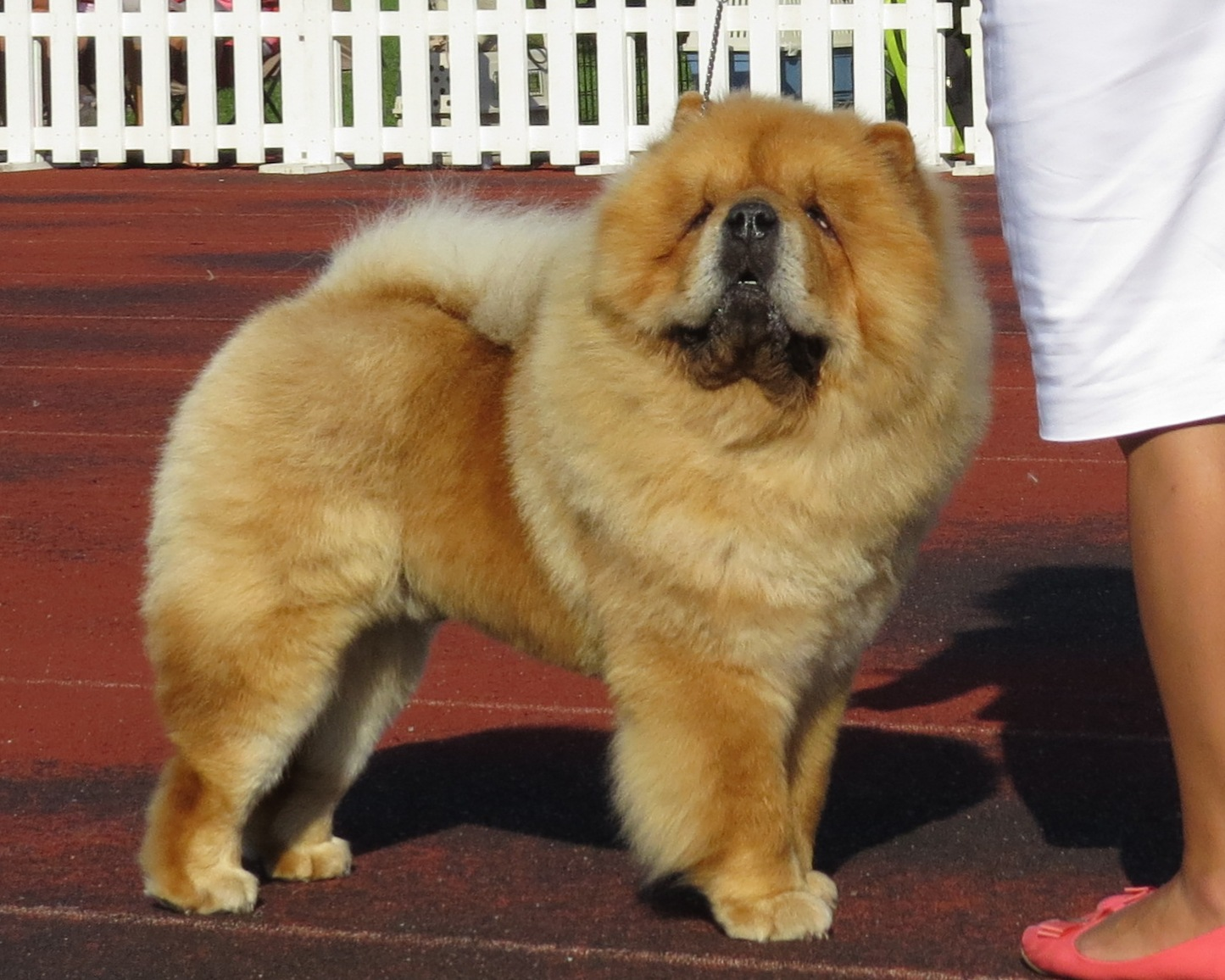
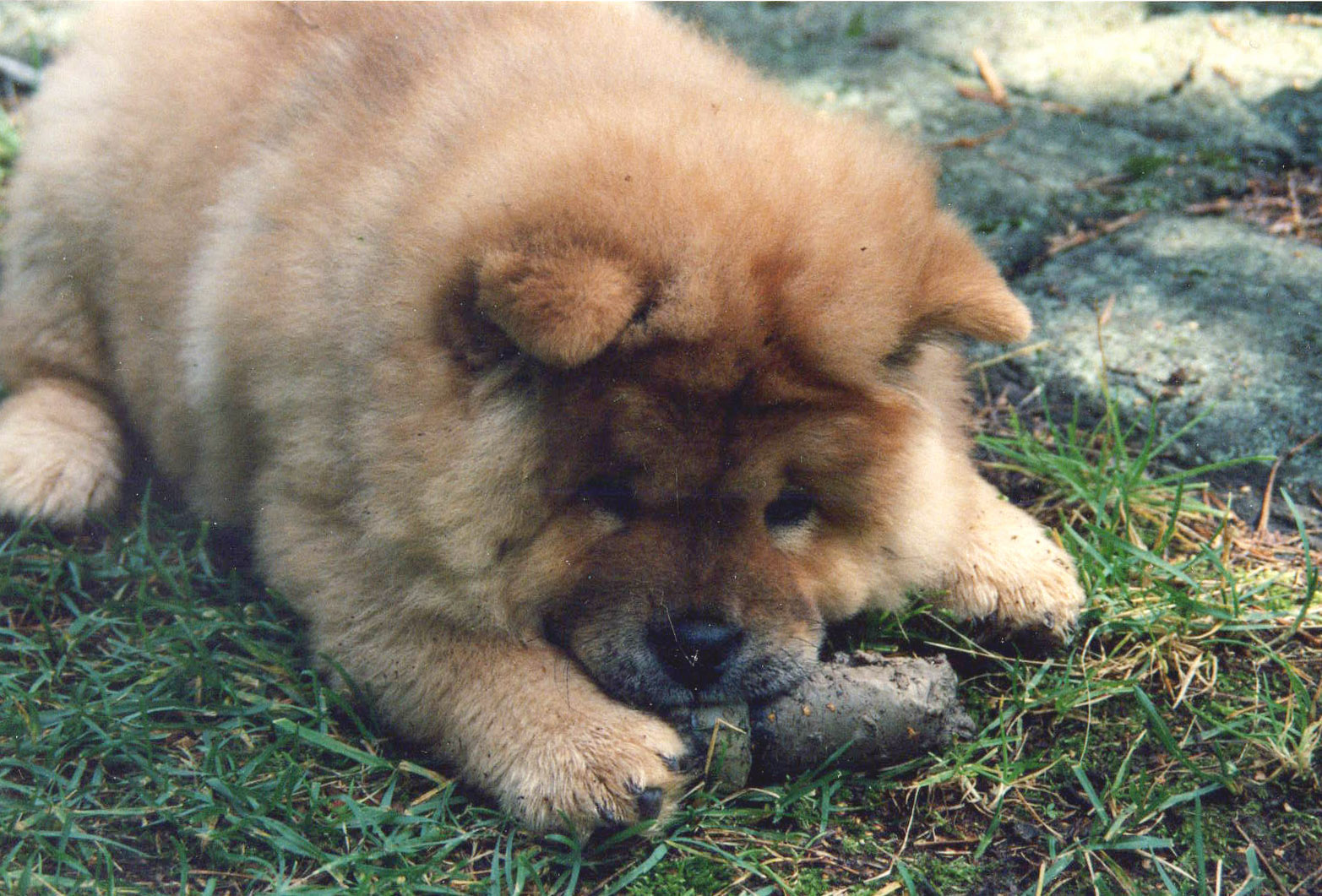
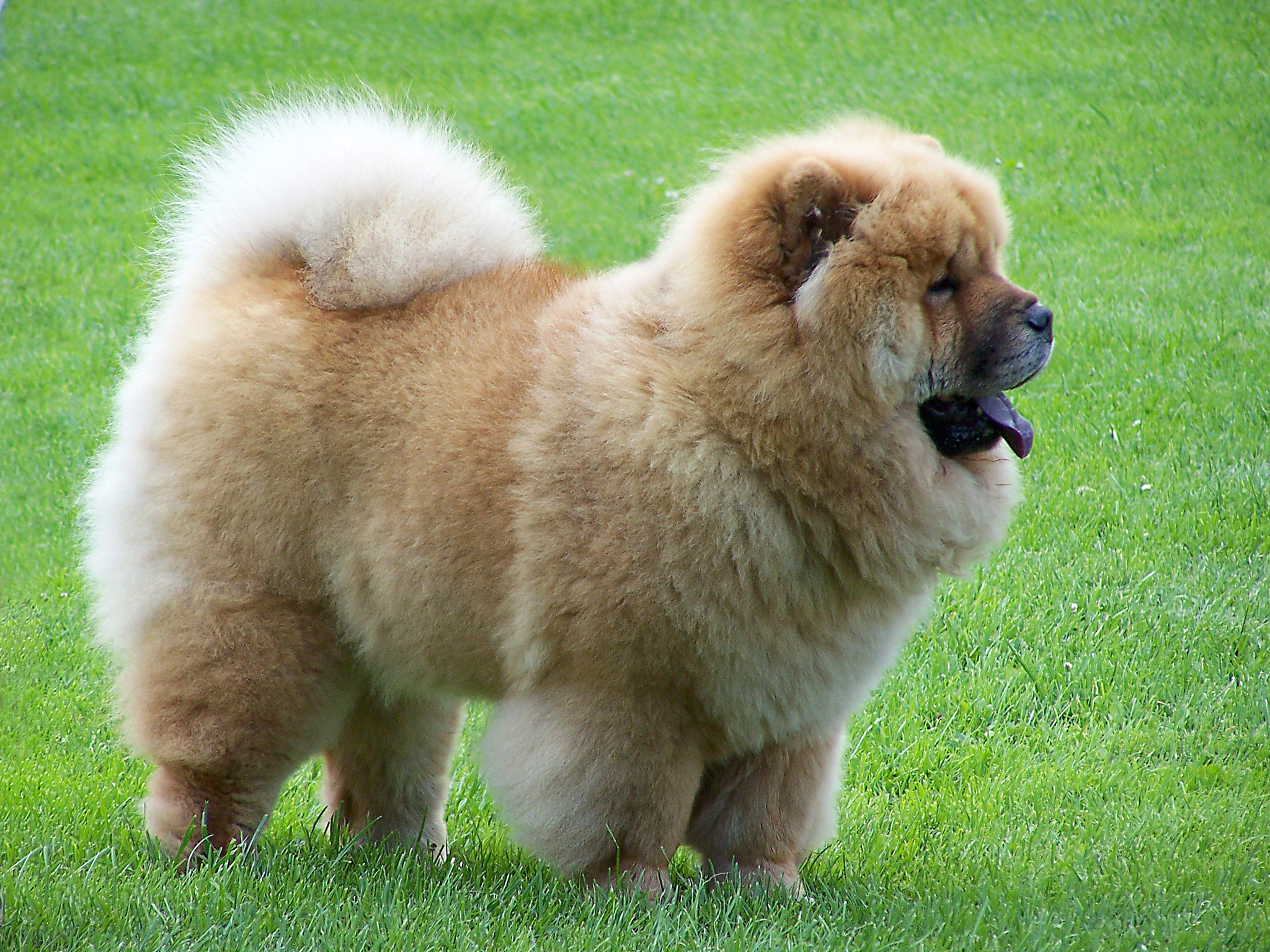
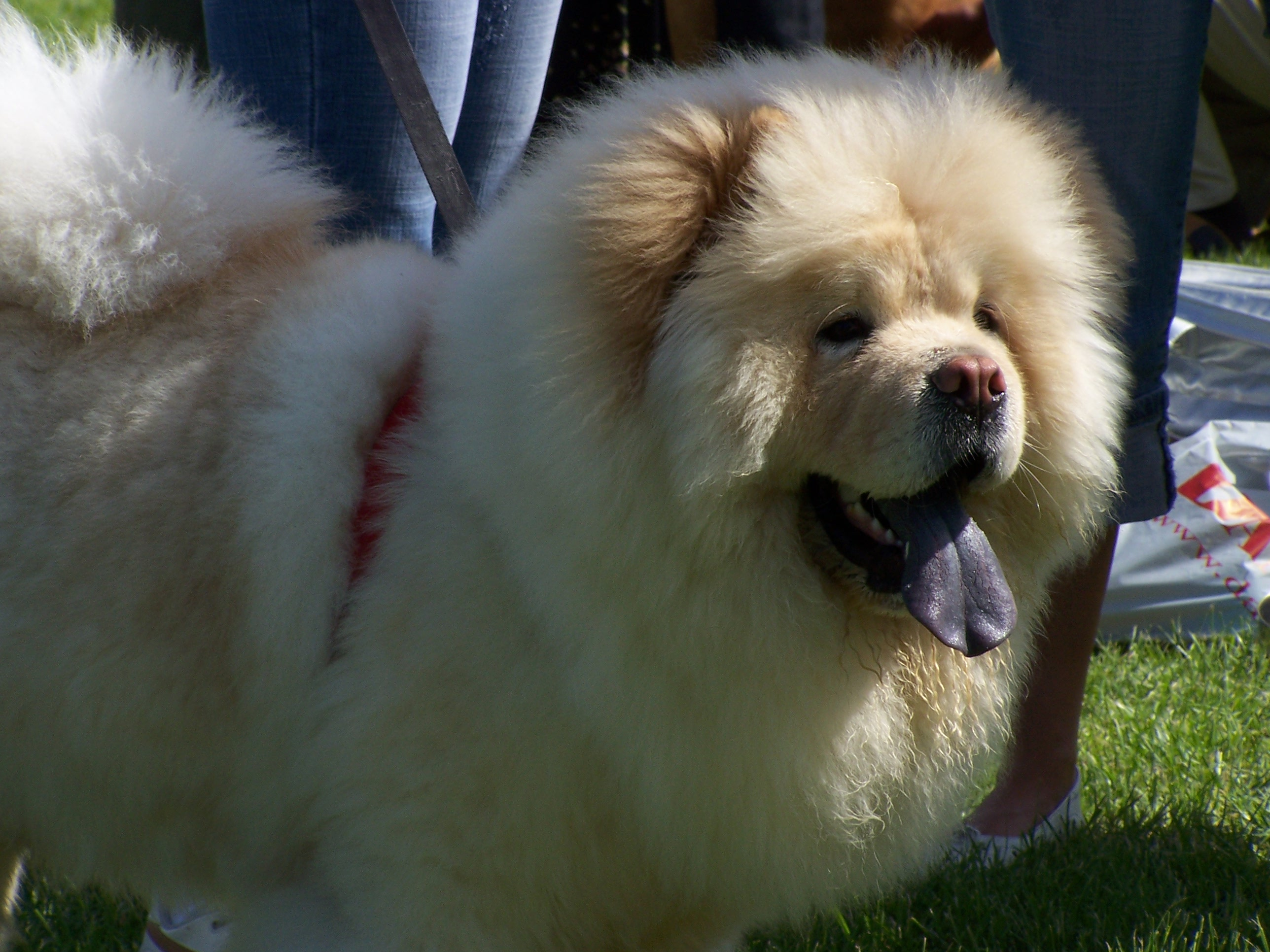
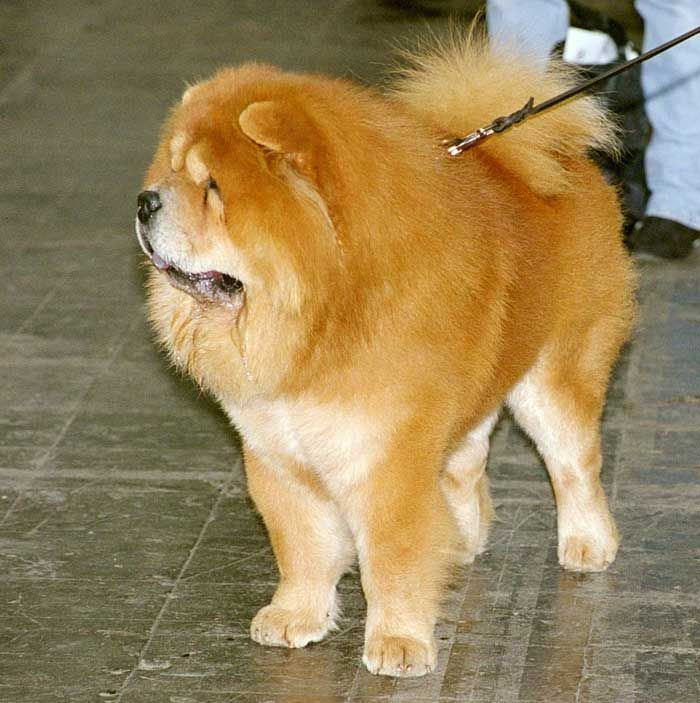
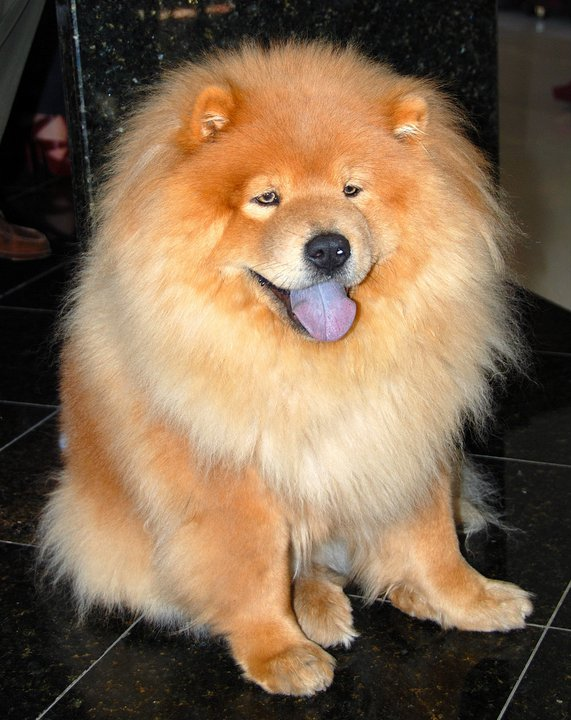